# Distretto di Sokyrjany
Il distretto di Sokyrjany (in ucraino Сокирянський район?) era un distretto (rajon) dell'Ucraina, situato nell'oblast' di Černivci. Il suo capoluogo era Sokyrjany. È stato soppresso con la riforma amministrativa del 2020.